# ミモオラペルタ
ミモオラペルタ (Mymoorapelta) はジュラ紀後期に生息していた曲竜類（鎧竜類）の恐竜。全長は約3.6m。北米大陸では最古の鎧竜。アンキロサウルス科に属し、アンキロサウルス科に共通の後部に角状の突起のある頭骨を持つ一方、体形はノドサウルス科に似ている。学名は「マイガットムーア採石場（Mygatt-Moore Quarry）の盾」を意味する。